# 現代漢語常用字表
現代漢語常用字表（げんだいかんごじょうようじひょう、Xiàndài Hànyǔ chángyòng zìbiǎo）は、中国の国家語言文字工作委員会と国家教育委員会が合同で1988年に発布した漢字。日本の常用漢字に相当。常用字2500字と次常用字1000字の計3500字。字形は、簡体字。
2013年6月には新たな通用規範漢字表が公布され、現代漢語常用字表の使用は停止された。